# Lijst van oorlogsmonumenten in Veenendaal
De Nederlandse gemeente Veenendaal heeft 6 oorlogsmonumenten. Hieronder een overzicht.
| Nr.  | Object                                               | Herdachte groep | Ontwerper    | Onthulling       | Type            | Locatie                                            | Plaats     | Coördinaten                  | Foto                   |
| ---- | ---------------------------------------------------- | --- | ------------ | ---------------- | --------------- | -------------------------------------------------- | ---------- | ---------------------------- | ---------------------- |
| 1938 | Monument voor de Gevallenen                          | militairen in dienst van het Ned. Kon. na 1945, militairen in dienst van het Ned. Kon. 1940-1945, burgerslachtoffers | John Grosman | 31 augustus 1951 | beeld/sculptuur | Stationsplein, 3511 ED                             | Veenendaal | 52° 1' 13" NB, 5° 32' 58" OL | Meer afbeeldingen      |
| 3495 | Monument voor de directie van de Scheepjeswolfabriek | algemeen |              | 18 mei 1946      | gedenksteen     | Scheepjeshof, 3901                                 | Veenendaal | 52° 1' 47" NB, 5° 33' 21" OL |                        |
| 3496 | Monument in de Petrakerk                             | burgerslachtoffers                                                                                                   |              | 23 oktober 1946  | plaquette       | Kerkewijk, 3904                                    | Veenendaal | 52° 0' 56" NB, 5° 32' 49" OL |                        |
| 3798 | Monument voor Veronie van Essen                      | vervolgde Nederland                                                                                                  |              | 4 februari 2015  | plaquette       | Kerkewijk 149, 3904 JC                             | Veenendaal |                              |                        |
| 3925 | Plaquette omgekomen NVV-leden                        | burgerslachtoffers, Verzet Nederland                                                                                 |              |                  | plaquette       | de keermuur in de Duivenweide in Veenendaal        | Veenendaal |                              |                        |
|      | Commonwealth War grave                               | geallieerde militairen                                                                                               |              |                  | grafmonument    | Munnikenweg, Algemene Begraafplaats De Munnikenhof | Veenendaal | 52° 2' 3" NB, 5° 32' 54" OL  | Commonwealth War grave |

Amersfoort ·
Baarn ·
Bunnik ·
Bunschoten ·
De Bilt ·
De Ronde Venen ·
Eemnes ·
Houten ·
IJsselstein ·
Leusden ·
Lopik ·
Montfoort ·
Nieuwegein ·
Oudewater ·
Renswoude ·
Rhenen ·
Soest ·
Stichtse Vecht ·
Utrecht ·
Utrechtse Heuvelrug ·
Veenendaal ·
Vijfheerenlanden ·
Wijk bij Duurstede ·
Woerden ·
Woudenberg ·
Zeist